# جون بيشوب
جون بيشوب (بالإنجليزية: John Bishop)‏ هو لاعب كرة قدم وممثل بريطاني، ولد في 30 نوفمبر 1966 بليفربول في المملكة المتحدة.

## وصلات خارجية
- جون بيشوب على موقع IMDb (الإنجليزية)
- جون بيشوب على موقع ميوزك برينز (الإنجليزية)
- جون بيشوب على موقع ديسكوغز (الإنجليزية)
- جون بيشوب على موقع قاعدة بيانات الفيلم (الإنجليزية)